# Samuel IJsseling
Samuel IJsseling (* 21. Dezember 1932 in Delft, Provinz Südholland; † 14. Mai 2015 in Löwen, Provinz Flämisch-Brabant, Belgien) war ein niederländischer römisch-katholischer Priester, Philosoph und Hochschullehrer, der zwischen 1969 und seiner Emeritierung 1997 eine Professur für Philosophie der Gegenwart an der Katholieke Universiteit Leuven war und sich besonders mit der Philosophie von Edmund Husserl befasste.

## Leben

### Studium, Priester und Hochschullehrer
IJsseling trat Anfang der 1950er Jahre in den Augustinischen Orden ein und wurde nach einem Studium der Fächer Römisch-katholischen Theologie an der Universität La Sapienza sowie Philosophie an der Katholieke Universiteit Leuven, der Albert-Ludwigs-Universität Freiburg sowie der Universität von Paris zum Priester geweiht. 
1969 nahm er eine Professur am Höheren Institut für Philosophie der Katholieke Universiteit Leuven und lehrte dort bis zu seiner Emeritierung 1997. Zu seinen Studenten gehörte Ger Groot, der als Dozent Kulturphilosophie an der Erasmus-Universität Rotterdam unterrichtet.
Mit Herman Leo Van Breda und Rudolf Bernet war er maßgeblich an der Erforschung der Werke und des Denkens von Edmund Husserl beteiligt und seit 2001 war Herausgeber des 59-bändigen Werkes Husserliana. Während dieser Zeit spielte er als Direktor des dortigen Edmund Husserl-Archivs sowie als Chefredakteur der Tijdschrift voor Filosofie eine zentrale Rolle in der niederländischsprachigen Philosophie. Gleichzeitig verließ er seinen römisch-katholisch geprägten Hintergrund und widmete sich zunehmend der griechischen Götterwelt. Er war auch maßgeblich daran beteiligt, die französische Philosophie der Postmoderne in die niederländische Lehre einzubringen und trug dazu auch durch seine populären Vorlesungen bei.

### Literarisches Schaffen und philosophisches Denken
Zu Beginn der 1990er Jahre verstärkte IJsseling auch sein literarisches Schaffen und legte mit seinem programmatischen Buch Mimesis (1990) die Hauptrichtung seines philosophischen Denkens offen, das von Martin Heidegger, Friedrich Nietzsche und vor allem von Jacques Derrida geprägt war.
1994 veröffentlichte IJsseling seine viel beachtete Studie Apollo, Dionysos, Aphrodite en de anderen, in der er philosophische Themen mit der Erzählung der mythologischen Welt verband. Er erzählte darin die Geschichte der griechischen Götter nach, die er mit philosophischen Betrachtungen anreicherte und schob dadurch Philosophie, Literatur, Theorie und Geschichte ineinander.
2013 verfasste sein ehemaliger Schüler Ger Groot Dankbaar en aandachtig. In gesprek met Samuel IJsseling. Darin wurde deutlich, dass es ihn nicht interessierte, dass ein Philosoph Anerkennung findet, sondern wie sich dessen Schaffen zusammenstellt. Er war der Ansicht, dass Philosophie nicht nur konzeptionell sein sollte, sondern auf Erfahrungen zurückblicken sollte und die Geschichte real existierender Menschen erzählen sollte. An den niederländischen Universitäten fand IJsselings Auffassung von Philosophie zuletzt wenig Beachtung, zumal er kritisierte, dass die akademische Philosophie zunehmend technischer wurde und fast nur noch in englischer Sprache verfasst wurde. Er übte ferner Kritik daran, dass in niederländischer Sprache verfasste philosophische Texte nicht ernst genommen würden, vor allem weil sie nicht gut lesbar sind. Dadurch hätte die Philosophie ihre Rolle in der öffentlichen Debatte verlassen.

## Veröffentlichungen
- Rhetoric and philosophy in conflict: an historical survey, 1976
- Denken in Parijs: taal en Lacan, Foucault, Althusser, Derrida, 1979
- Jacques Derrida: een inleiding in zijn denken, 1986
- Husserl-Ausgabe und Husserl-Forschung, 1990
- Mimesis: over schijn en zijn, 1990
- Apollo, Dionysos, Aphrodite en de anderen: Griekse goden in de hedendaagse filosofie, 1994
- Drie godinnen: Mnemosyne, Demeter, Moira, 1998
- Macht en onmacht: Essays, 1999
- Wat zou de wereld zijn zonder filosofie? Mitautorin Ann Van Sevenant, 2007

in deutscher Sprache
- Rhetorik und Philosophie. Eine historisch-systematische Einführung, Übersetzung Birgit Nehren, 1988, ISBN 3-7728-1038-1
- Husserl-Ausgabe und Husserl-Forschung, 1990, ISBN 0-7923-0372-5
- Husserliana, 59 Bände, 2001 ff.

## Hintergrundliteratur
- Ger Groot: Dankbaar en aandachtig. In gesprek met Samuel IJsseling, Vorwort Hans Achterhuis, 2013